# Narve Bonna (arkitekt)
Narve Bonna, född 27 oktober 1929 i Bærum, död 28 mars 2017 i Falkenbergs kommun, var en norsk-svensk arkitekt.
Bonna, som var son till backhopparen och fabrikören Narve Bonna och Solveig Kirkeby, avlade studentexamen i Oslo 1949 och utexaminerades från Chalmers tekniska högskola 1959. Efter att ha varit arkitekt hos Lund & Valentin arkitekter i Göteborg och assistent på Chalmers tekniska högskola, blev han arkitekt på Larson-Bonna-Christensens arkitektkontor i Göteborg 1959. Han bedrev egen arkitektverksamhet på Narve Bonnas arkitektkontor AB i Göteborg från 1964. Han ritade bland annat fabriker och affärshus i Sverige och Norge.